# Stefano Baldini
Pour les articles homonymes, voir Baldini.
Stefano Baldini (né le 25 mai 1971 à Castelnovo di Sotto) est un athlète italien, spécialiste du marathon.

## Biographie
Il est le 2e Italien à remporter le marathon des Jeux ; le précédent, Gelindo Bordin, vainqueur à Séoul en 1988, si on ne compte pas le célèbre marathon de Dorando Pietri à Londres en 1908 sur le premier parcours de 42 195 mètres, disqualifié pour avoir été aidé à l'arrivée.
Il a terminé sa course à Athènes en 2 heures 10 minutes et 55 secondes, soit le 10e meilleur temps (à égalité avec Takeshi Soh à Los Angeles) jamais obtenu sur un marathon olympique, alors que la course du marathon d'Athènes, sur le parcours historique, est réputée pour son extrême difficulté (forte montée jusqu'au 32e km et chaleur estivale).
Il avait été sur le podium des Championnats du monde d'athlétisme (3e à deux reprises en 2001 et en 2003) et n'avait pu terminer le marathon de Sydney.
Il est champion d'Europe en 1998 et 2006.
Devenu directeur technique national pour les jeunes de la Fédération italienne d'athlétisme en 2010, il en démissionne le 15 août 2018, à la suite de la crise interne née de l’échec aux Championnats d’Europe d’athlétisme 2018.

## Hommage
Le 7 mai 2015, en présence du président du Comité national olympique italien (CONI), Giovanni Malagò, a été inauguré  le Walk of Fame du sport italien dans le parc olympique du Foro Italico de Rome, le long de Viale delle Olimpiadi. 100 tuiles rapportent chronologiquement les noms des athlètes les plus représentatifs de l'histoire du sport italien. Sur chaque tuile figure le nom du sportif, le sport dans lequel il s'est distingué et le symbole du CONI. L'une de ces tuiles lui est dédiée .

## Palmarès
| Date | Compétition             | Lieu              | Résultat | Discipline    | Temps           |
| ---- | ----------------------- | ----------------- | -------- | ------------- | --------------- |
| 1996 | Ch. monde semi-marathon | Palma de Majorque | 1er      | Semi-marathon | 1 h 01 min 17 s |
| 1998 | Championnats d'Europe   | Budapest          | 1er      | Marathon      | 2 h 12 min 01 s |
| 2001 | Championnats du monde   | Edmonton          | 3e       | Marathon      | 2 h 13 min 18 s |
| 2003 | Championnats du monde   | Paris             | 3e       | Marathon      | 2 h 09 min 14 s |
| 2004 | Jeux olympiques         | Athènes           | 1er      | Marathon      | 2 h 10 min 55 s |
| 2006 | Championnats d'Europe   | Göteborg          | 1er      | Marathon      | 2 h 12 min 01 s |

## Distinction
: il est fait Commandeur de l'Ordre du Mérite de la République italienne le 27 septembre 2004, à l'initiative du Président de la République.